# Cryptolecte
Un cryptolecte est une langue parlée et comprise par uniquement certains membres d'une population dans le but de communiquer entre eux en restant inintelligible pour l'extérieur du groupe.
Des exemples :
- l'argad'z des gadzarts ;
- le lunfardo de certains quartiers de Buenos Aires ;
- le polari des homosexuels britanniques dans les années 1950-1960 ;
- le hurlement des compagnons [réf. souhaitée] ;
- le shelta des travellers irlandais ;
- la langue des oiseaux, langue secrète liée à l'alchimie consistant en des jeux de mots sonores ;
- le bargoens des Juifs et des Gens du Voyage néerlandais (nl), au début du XXe siècle ;
- le louchebem ;
- le verlan ;
- le klezmer-loshn ;
- le nananits (ou ninanouts ou naninouts selon les locuteurs), langue dérivée de l'occitan et du catalan utilisée par une minorité de l'est parisien, se caractérise par l'utilisation de préfixes «als» provenant de l'article défini pluriel «els».[réf. souhaitée]
- le tunodo est un argot breton parlé par des chiffonniers et des couvreurs de la région de la Roche-Derrien dans le Trégor en Bretagne ;
- Ubbi dubbi, basé sur l'anglais et originaire d'Amérique au XVIIe siècle.